# Rodney Smith, Baron Smith
Edwin Rodney Smith, Baron Smith KBE FRCS (* 10. Mai 1914; † 1. Juli 1998) war ein britischer Arzt und Politiker der Conservative Party. Von 1973 bis 1977 war er Präsident des Royal College of Surgeons of England (RCS). Als Life Peer wurde er 1978 aufgrund des Life Peerages Act 1958 Mitglied des House of Lords.

## Leben

### Studium und berufliche Laufbahn
Smith, Sohn eines Coroner und einer Geigerin, absolvierte nach dem Besuch der Westminster School eine ärztliche Ausbildung am St Thomas’ Hospital, die er 1937 abschloss und Mitglied (Member) des Royal College of Surgeons of England (MRCS) wurde. Gleichzeitig wurde ihm 1937 ein Lizenziat des Royal College of Physicians (LRCP) verliehen. Aufgrund des frühzeitigen Todes seines Vaters nahm er im Anschluss jedoch nicht die Stelle als unbezahlter Belegarzt am St Thomas’ Hospital an, sondern arbeitete als Praktischer Arzt in Wimbledon. Nachdem er 1939 das Examen als Fellow des Royal College of Surgeons of England (FRCS) absolviert hatte, wurde er zum Registrator für Chirurgie am Middlesex Hospital ernannt und gehörte damit zu den Kollegen des bekannten Chirurgen Alfred Webb-Johnson, der zwischen 1941 und 1949 ebenfalls Präsident des Royal College of Surgeons of England war.
Während des Zweiten Weltkrieges trat Smith, der 1941 einen Master of Surgery (M.S.) an der Universität London erwarb, 1941 seinen Militärdienst als Chirurg im Royal Army Medical Corps (RAMC) an und diente in Nordafrika, Jugoslawien und Italien, wo er während der Operation Shingle in Anzio 1944 selbst verwundet wurde. Während des Krieges erwarb er bis zu seinem Ausscheiden aus dem Militärdienst 1946 die notwendige praktische Erfahrung als Chirurg.
Nach Kriegsende wurde Smith 1946 konsultierender Chirurg am St George’s Hospital in Wandsworth und baute die dortige chirurgische Abteilung zu einem der bekanntesten Zentren für Gallengang- und Bauchspeicheldrüsenoperationen in Großbritannien aus. Zwischen 1947 und 1952 hielt er Vorlesungen für die Hunterian Society und wurde für seine medizinischen Verdienste 1951 mit dem Jacksonian Prize ausgezeichnet. 1957 wurde er Penrose May-Tutor und organisierte in der Funktion erfolgreich die postgradualen Studien-Kurse für klinische Chirurgie.
Neben seiner ärztlichen Tätigkeit war er auch als Autor von Fachbüchern und Artikeln in Fachzeitschriften tätig und verfasste unter anderem zusammen mit Charles Rob mit Operative Surgery (1956) ein in mehreren Folgeauflagen erschienenes Standardlehrbuch. Daneben hatte er zeitweise auch eine Gastprofessur an der Universität Sydney und erhielt 1957 eine Ehrenmitgliedschaft (Honorary Fellow) des Royal Australasian College of Surgery (FRACS). 1962 wurde Mitglied des Prüfungsausschusses (Court of Examiners) für Chirurgie und 1965 auch zum Mitglied des Rates (Council) gewählt. 1966 erfolgte seine Berufung zum Dekan des vom University College London (UCL) und der Universität London betriebenen Instituts für medizinische Grundlagenwissenschaften (Institute of Basic Medical Sciences).

### Präsident des RCS und Oberhausmitglied
Nach dem unerwarteten Tod von Edward Muir 1972 wurde Smith 1973 Präsident des Royal College of Surgeons of England und bekleidete diese Funktion bis zu seiner Ablösung durch Reginald Murley 1977.
In dieser Funktion befasste sich Smith, der 1975 zum Knight Commander des Order of the British Empire (KBE) geschlagen wurde und fortan den Namenszusatz „Sir“ führte, zunehmend mit nationale Gesundheitspolitik, insbesondere nachdem es 1975 zu einer moralischen Krise im Berufsstatuts des staatlichen Gesundheitssystems NHS (National Health Service) kam. Die Ministerin für Gesundheit und Sozialdienste (Secretary of State for Health und Social Services) Barbara Castle in der Regierung der Labour Party unter Premierminister Harold Wilson war entschlossen, einen bezahlten Vollzeitkrankenhausdienst einzuführen und die Privatbetten in den Krankenhäusern des NHS abzuschaffen, die 1948 vom damaligen Gesundheitsminister und Begründer des NHS Aneurin Bevan erlaubt wurden, um sich der Zusammenarbeit mit den Belegärzten abzusichern. Die Lage gipfelte in einem Streik der Gewerkschaften der Stammbelegschaften in den NHS-Krankenhäusern mit dem Ziel der Verdrängung der Privatärzte aus dem NHS, während die Ärzteorganisation BMA (British Medical Association) eine Regelung für die Arbeit der Belegärzte verlangte. Aufgrund der Neutralität des RCS zwischen NHS und BMA nutzte Smith seine Funktion als Präsident insoweit hauptsächlich zur Vermittlung zwischen diesen beiden Lagern, aber auch zwischen Regierung und der Opposition der Conservative Party.
Während dieser Zeit wurde ihm 1974 von der University of Exeter ein Ehrendoktor der Wissenschaften (Hon.D.Sc.)verliehen. Außerdem wurde er 1975 Ehrenmitglied des Royal College of Surgeons of Edinburgh (Hon. FRCSEd.) und American College of Surgeons (Hon. FACS). 1976 wurde er Ehrendoktor der Wissenschaften der University of Leeds sowie Honorary Fellow des Royal College of Surgeons of Canada, des Royal College of Surgeons in Ireland sowie des Royal College of Surgeons of South Africa.
Durch ein Letters Patent vom 13. Juli 1978 wurde Smith gemäß dem Life Peerages Act 1958 als Life Peer mit dem Titel Baron Smith, of Marlow in the County of Buckinghamshire, in den Adelsstand erhoben und gehörte bis zu seinem Tod dem House of Lords als Mitglied an.
Seine offizielle Einführung (House of Lords) erfolgte am 26. Juli 1978 mit Unterstützung durch Elaine Burton, Baroness Burton of Coventry und Arthur Porritt, Baron Porritt.
Zuletzt verlieh ihm 1979 die Universität Zürich einen Ehrendoktor der Medizin.

## Veröffentlichungen
- Acute Intestinal Obstruction. With a chapter on radiological diagnosis, Mitautor Eric Samuel, 1948
- The Surgery of Pancreatic Neoplasms, London 1953
- Progress in Clinical Surgery, Herausgeber, London 1954
- Operative Surgery, Mitautor Charles Rob, London 1956
- Surgery of the Gall Bladder and Bile Ducts, Mitautorin Sheila Sherlock, London 1964